# بيكاناميسين
بيكاناميسين (الاسم الدولي غير مسجل الملكية: kanamycin B) هو مضاد حيوي من فئة الأمينوغليكوزيدات.